# Wiesław Wabik
Wiesław Władysław Wabik (ur. 23 stycznia 1969 w Szprotawie) – polski ekonomista, samorządowiec, urzędnik, burmistrz Polkowic od 2024 roku i w latach 2006–2018.

## Życiorys
Po ukończeniu szkoły podstawowej w 1984, kontynuował naukę w Technikum Samochodowym w Legnicy, które ukończył pięć lat później. Studiował ekonomikę i organizację przedsiębiorstw na wrocławskiej Akademii Ekonomicznej imienia Oskara Langego, uzyskując w 1994 tytuł magistra. Ponadto na tej samej uczelni odbył studia podyplomowe z zarządzania i marketingu.
Od 1994 pracuje w Urzędzie Miasta i Gminy Polkowice. Początkowo był kierownikiem Wydziału Finansowego (do 1996), a następnie (do 1998) kierownikiem Wydziału Rozwoju Gospodarczego i pełnomocnikiem burmistrza ds. inwestycji kapitałowych. W latach 1998–2000 pełnił funkcję sekretarza gminy. W marcu 2000 został powołany na urząd zastępcy burmistrza, którą pełnił do momentu, kiedy został w lipcu 2005 pełniącym obowiązki burmistrza miasta i gminy po odwołaniu z tej funkcji Emiliana Stańczyszyna oskarżanego o korupcję.
W 2006 ubiegał się w wyborach samorządowych o stanowisko burmistrza, wygrywając w II turze z Andrzejem Pilimonem, stosunkiem głosów 52:48%. Cztery lata później uzyskał reelekcję, pokonując już w I turze swoich kontrkandydatów z wynikiem 76% głosów. W 2014 także uzyskał reelekcję w I turze, uzyskując nieco ponad 50% głosów. W wyborach tych kandydował również z listy Bezpartyjnych Samorządowców do sejmiku województwa dolnośląskiego. W 2018 przegrał II turę w wyborach samorządowych na burmistrza Polkowic z Łukaszem Puźnieckim. Został natomiast wybrany do rady miasta i gminy, pełni funkcję wiceprzewodniczącego Rady Miejskiej.
W sierpniu 2019 został pełnomocnikiem zarządu ds. inwestycji i rozwoju w Legnickim Przedsiębiorstwie Gospodarki Komunalnej Spółka z o.o.
W 2015 odznaczony Brązowym Krzyżem Zasługi.

## Życie prywatne
Jest żonaty z Elżbietą, ma trzy córki.